# Bohuslav Niemiec
Bohuslav Niemiec (* 11. února 1982 Havířov) je český politik a středoškolský pedagog, od března 2019 do ledna 2020 místopředseda KDU-ČSL, od roku 2020 zastupitel Moravskoslezského kraje, od roku 2016 zastupitel a od roku 2018 rovněž náměstek primátora města Havířov.

## Život
Působil jako učitel odborných předmětů na Střední průmyslové škole stavební Havířov.
Je aktivním členem Církve bratrské. Bohuslav Niemiec žije ve městě Havířov, konkrétně v části Dolní Suchá.

## Politické působení
Je členem KDU-ČSL a též místopředsedou krajské organizace strany v Moravskoslezském kraji. V březnu 2019 byl zvolen místopředsedou KDU-ČSL. Funkci zastával do ledna 2020.
V komunálních volbách v roce 2014 kandidoval za KDU-ČSL do Zastupitelstva města Havířov, ale neuspěl (skončil jako první náhradník). V prosinci 2016 se však stal zastupitelem a radním města, když předtím na mandát zastupitele rezignoval jeho stranický kolega Marek Plawny. Ve volbách v roce 2018 mandát zastupitele města obhájil, když jako člen KDU-ČSL vedl kandidátku subjektu „Společně pro Havířov – Koalice KDU-ČSL a STAN“. V listopadu 2018 se navíc stal náměstkem primátora města pro investice a chytré město.
V krajských volbách v roce 2016 kandidoval za KDU-ČSL do Zastupitelstva Moravskoslezského kraje, ale neuspěl. Stejně tak se nestal ve volbách v roce 2017 poslancem.
V krajských volbách v roce 2020 byl zvolen za KDU-ČSL zastupitelem Moravskoslezského kraje.
Ve volbách do Senátu PČR v roce 2024 kandidoval za KDU-ČSL v rámci koalice SPOLU (tj. ODS, KDU-ČSL a TOP 09) v obvodu č. 74 – Karviná. Se ziskem 19,16 % hlasů sice skončil na 2. místě, ale senátorem se už v prvním kole stal Petr Vícha. V krajských volbách v roce 2024 obhájil jako člen KDU-ČSL mandát zastupitele Moravskoslezského kraje, a to na kandidátce subjektu „SPOLU MSK“ (tj. ODS, KDU-ČSL a TOP 09).
Ve sněmovních volbách v roce 2025 kandiduje ze 4. místa kandidátní listiny koalice SPOLU v Moravskoslezském kraji.